# Rosa Dueñas
Rosa Dueñas Morales (distrito de Mato, Áncash). es una mujer indígena y dirigenta social feminista peruana, iniciadora de las casas-refugios para mujeres en Perú, impulsora de diversas organizaciones sociales en barrios marginales de Lima Metropolitana, exregidora de la Municipalidad de Lima y representante ante foros internacionales sobre los derechos de las mujeres

## Biografía
Nacida en Ancash, vivió su infancia con su madre, y su padre no la reconoció como hija. Migró de niña con su madre a Lima Metropolitana para mejorar su situación educativa y alimentaria. Vivió en el pueblo joven Villa María del Perpetuo Socorro, en la margen izquierda del río Rímac (MIRR), en el distrito Cercado de Lima, con su madre, su padrastro y su hermano Julio.
Ya adulta, como parte de su búsqueda por una vivienda, lideró la toma de tierras hacia lo que hoy se conoce como Asentamiento Humano El Planeta, en la misma zona de MIRR.
Ha participado en documentales dirigidos por la cineasta peruana María Barea: Las mujeres de El Planeta (como protagonista) Gregorio (como extra) y Juntas paramos la olla (como regidora municipal). Asimismo, el suceso de que a Rosa le cortaran la trenza sus patrones mientras laboraba como trabajadora del hogar, bajo la justificación de ser una costumbre antihigiénica, fue trasladado a una escena en la película Antuca.

## Labor social
En dicho espacio, en 1978 creó el Primer Comedor Popular “Aurora Vivar”, en Jr. Alonso del Rincón 111. También, creó la primera casa-refugio para mujeres maltratadas "La voz de la mujer" en 1983, en el pueblo joven Villa María del Perpetuo Socorro, que se sostiene con la venta de productos elaborados por las mujeres refugiadas y con donaciones. Ahí, brindaba asistencia psicológica y jurídica. Siendo regidora municipal, creó la Casa Municipal de la Mujerel 7 de marzo de 1986, en el Jr. Ancash 265, para que pudieran recibir ayuda legal y discutir sus problemas de vivienda. 
Posteriormente, en 1996, impulsó la Red Nacional de Casas Refugio en el Perú.

## Labor política
En 1985, entró como regidora en la Municipalidad de Lima Metropolitana, como representante del partido Izquierda Unida. El mismo año, participó en la III Conferencia Mundial sobre la Mujer hecha en Nairobi (Kenia)en julio de 1985. A fines de 1990, se une al Foro Permanente Mujer en Perú, donde se juntaron mujeres representantes de diversos puntos políticos, para alcanzar propuestas concretas a problemas comunes.